# Rampart
Rampart és una concentració de població designada pel cens dels Estats Units a l'estat d'Alaska. Segons el cens del 2000 tenia 45 habitants.

## Demografia
Segons el cens del 2000, Rampart tenia 45 habitants, 20 habitatges, i 10 famílies La densitat de població era de 0,1 habitants/km².
Dels 20 habitatges en un 40% hi vivien nens de menys de 18 anys, en un 30% hi vivien parelles casades, en un 20% dones solteres, i en un 50% no eren unitats familiars. En el 35% dels habitatges hi vivien persones soles el 15% de les quals corresponia a persones de 65 anys o més que vivien soles. El nombre mitjà de persones vivint en cada habitatge era de 2,25 i el nombre mitjà de persones que vivien en cada família era de 2,9.
Per edats la població es repartia de la següent manera: un 28,9% tenia menys de 18 anys, un 4,4% entre 18 i 24, un 37,8% entre 25 i 44, un 20% de 45 a 60 i un 8,9% 65 anys o més.
L'edat mediana era de 34 anys. Per cada 100 dones de 18 o més anys hi havia 113,3 homes.
La renda mediana per habitatge era de 22.813 $ i la renda mediana per família de 23.438 $. Els homes tenien una renda mediana de 53.750 $ mentre que les dones 21.250 $. La renda per capita de la població era de 12.438 $. Aproximadament el 18,2% de les famílies i el 17,9% de la població estaven per davall del llindar de pobresa.

## Poblacions més properes
El següent diagrama mostra les poblacions més properes.